# Vémyslice

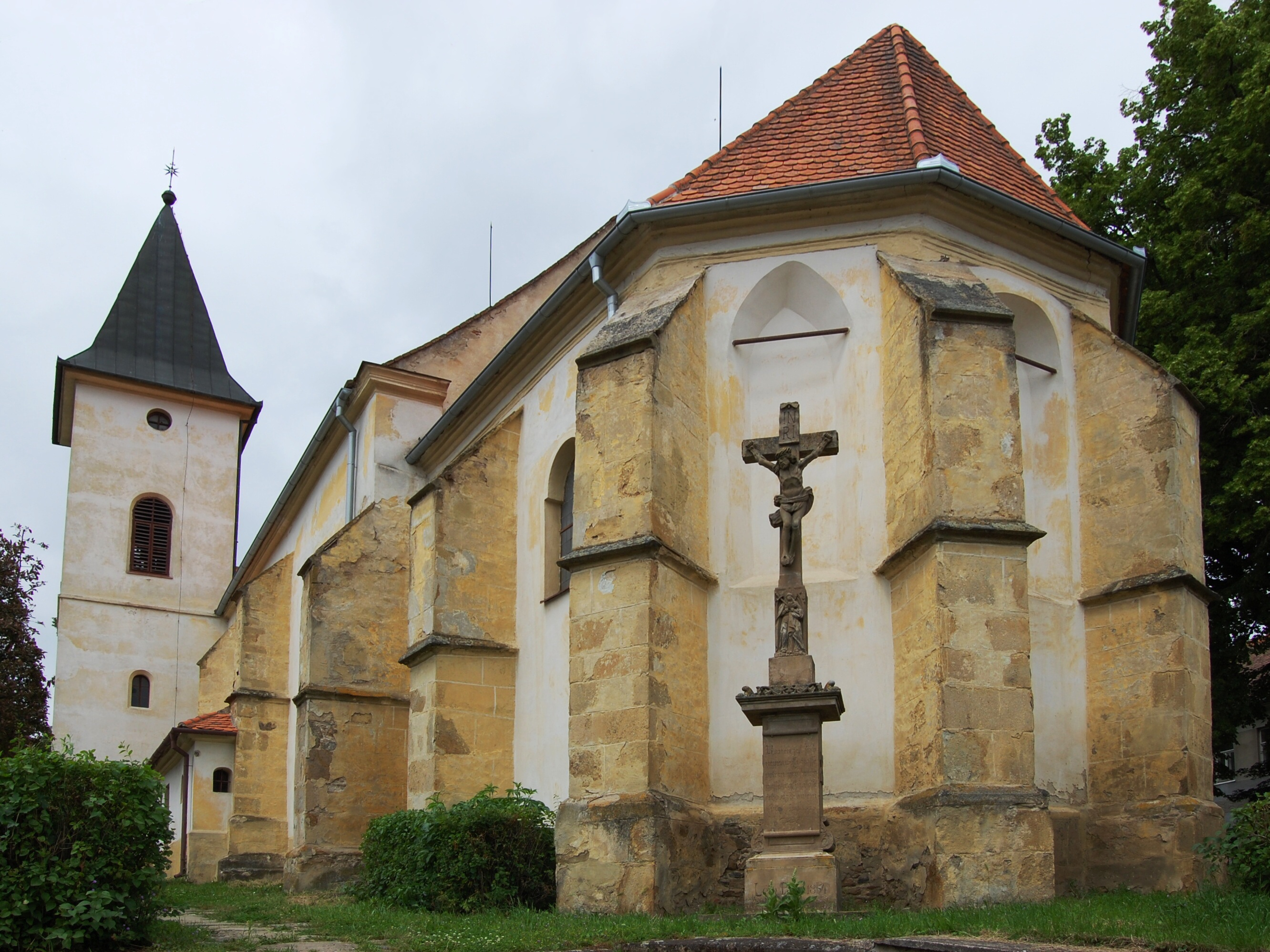
Kirche Mariä Geburt

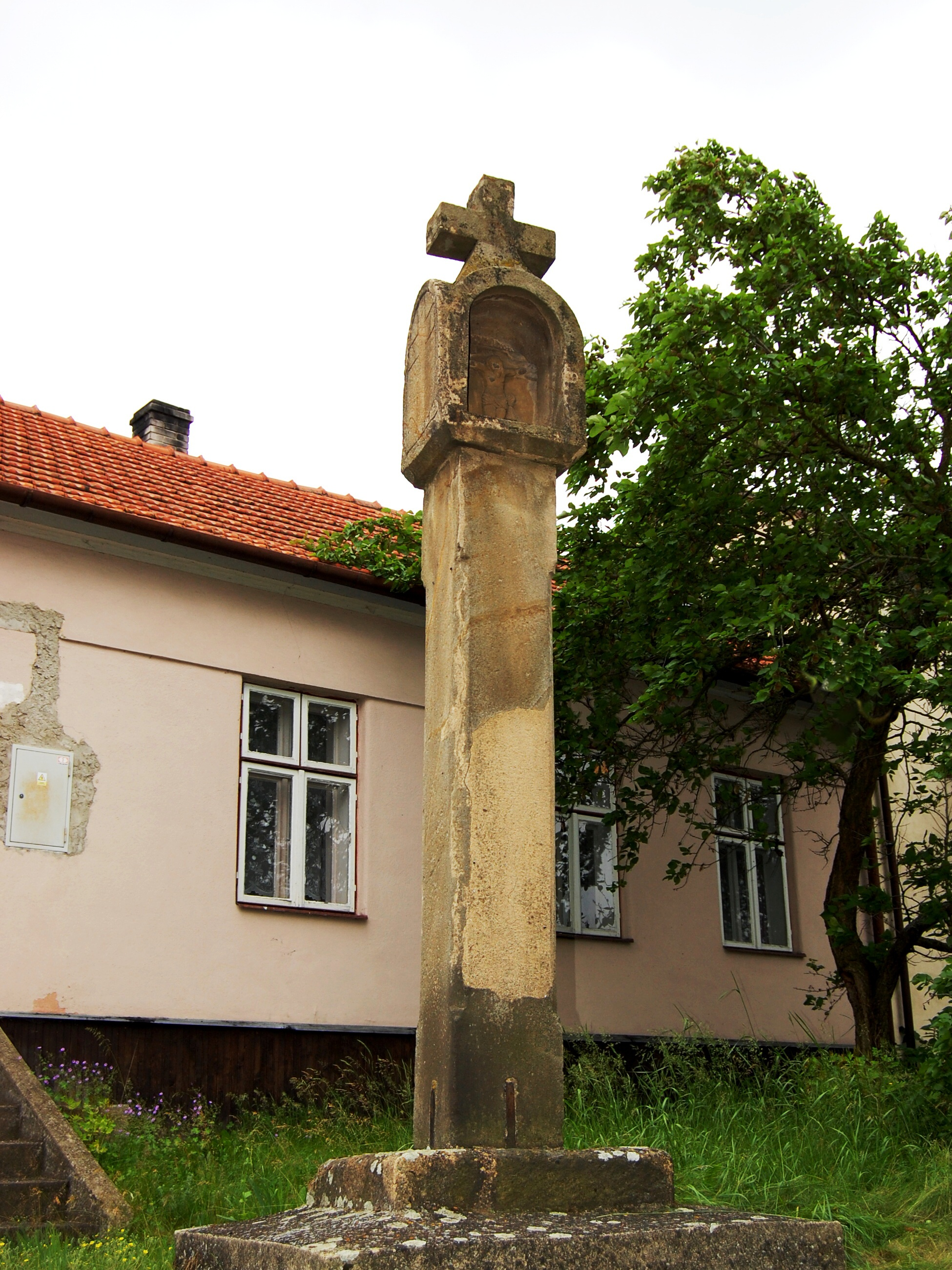
Bildstock

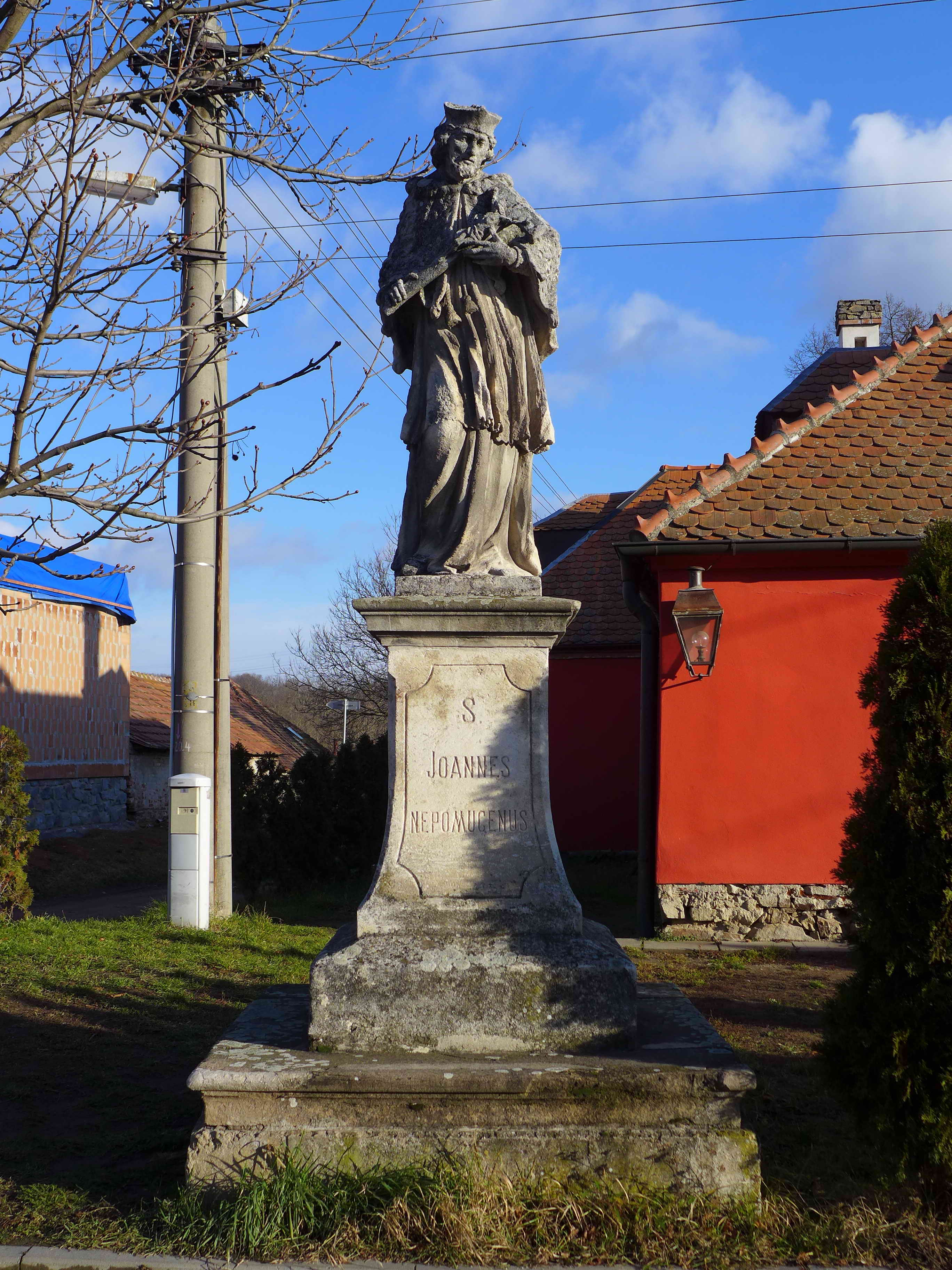
Statue des hl. Johannes von Nepomuk

Vémyslice (deutsch Weimislitz, auch Weimißlitz) ist eine Minderstadt in Tschechien. Sie liegt fünf Kilometer südwestlich von Moravský Krumlov und gehört zum Okres Znojmo.

## Geographie
Vémyslice befindet sich am rechten Ufer der Rokytná in der Jevišovická pahorkatina (Jaispitzer Hügelland), einem Subsystem der Böhmisch-Mährischen Höhe. Im Norden erhebt sich der Pipele (331 m n.m.), südlich der Na Vartě (323 m n.m.), im Westen die Tanárka (391 m n.m.) sowie nordwestlich der Strašák (351 m n.m.). Durch Vémyslice führt die Staatsstraße II/396 zwischen Rouchovany und Branišovice, von der im Ort die II/398 nach Horní Dunajovice abzweigt.
Nachbarorte sind Dobřínsko und Polánka im Norden, Rybníky im Nordosten, Dobelice im Osten, Petrovice, Miroslavské Knínice und Kadov im Südosten, Míšovice, Hostěradice, Chlupice und Skalice im Süden, Džbánice, Pustý Zámek, Karolín, Višňové und Medlice im Südwesten, Přeskače, Horní Kounice und Čermákovice im Westen sowie Oulehlův Mlýn, Tulešice, Kuchyňkův Mlýn, Horní Dubňany und Dolní Dubňany im Nordwesten.

## Geschichte
Die erste urkundliche Erwähnung von Vémyslice erfolgte im Jahre 1234, als König Wenzel I. und sein Bruder, Markgraf Přemysl, das Dorf einschließlich des Pfarrpatronats der Zisterzienserinnenabtei Porta Coeli schenkten. Einen kleineren Anteil hielten jedoch noch längere Zeit niedere Adlige, deren Sitz vermutlich die Burg Ledvice war. Im Jahre 1298 ist ein Wenzel von Weimislitz nachweisbar und 1350 ein Peter von Weimislitz. Ludwig von Weimislitz überließ 1359 seinen Besitz in Weimislitz und Němčic mit Ausnahme des Wittums seiner Frau Elisabeth dem Czesniek von Leipa auf Burg Krumlov.
Im Jahre 1547 befreite Äbtissin Barbara Konická von Schwabenitz das Dorf von der Anfallsverbindlichkeit und den meisten Frondiensten. 1556 erwirkte die Äbtissin bei König Ferdinand I. die Erhebung von Vémyslice zum Städtchen sowie Privilegien für zwei achttägige Jahrmärkte mit Freiung, einen Wochenmarkt, ein eigenes Wappen und die Siegelung mit grünem Wachs. Äbtissin Anna Kutinská von Kutna bestätigte dem Städtchen 1599 die bisherigen Privilegien sowie den Besitz des durch die Gemeinde gekauften Freihauses Holauskowsky und dessen Verwendung als Brau- und Schankhaus; außerdem befreite sie die Gemeinde vom obrigkeitlichen Weinschank, überließ ihr die freie Verwaltung der Waisengelder, den Salzhandel und den Fischfang in der Rokytná; zudem verbot sie den Verkauf von Grundstücken an Adlige.
Am 26. November 1750 verkaufte die Abtei Porta Coeli das Gut Weimislitz mit dem Hof und der Schäferei – jedoch ohne das Pfarrpatronat – für 12.000 Gulden und zwölf Dukaten Schlüsselgeld an Emanuel von Liechtenstein auf Lundenburg. Dieser übernahm im Jahr darauf das Kleine Majorat des Hauses Liechtenstein – die Herrschaft Krummau – von seinem Bruder Fürst Josef Wenzel und vereinigte das Gut Weimislitz mit Krummau. Nach der Aufhebung des Klosters Porta Coeli erwarb Karl Borromäus von Liechtenstein 1782 auch das Pfarrpatronat in Weimislitz.
Im Jahre 1835 bestand der im Znaimer Kreis gelegene Markt Weimislitz bzw. Wegmislice aus 143 Häusern, in denen 548 Personen lebten. Unter herrschaftlichem Patronat standen die dem Hosterlitzer Dekanat unterstellte Pfarre und Kirche Mariä Geburt. Im Ort gab es zudem eine Schule und einen Meierhof, der als der bestgebaute der ganzen Herrschaft galt. In Weimislitz wurden drei Jahrmärkte abgehalten. Bis zur Mitte des 19. Jahrhunderts blieb Weimislitz der Fideikommiss-Primogeniturherrschaft Mährisch-Krummau untertänig.
Nach der Aufhebung der Patrimonialherrschaften bildete Výmyslice / Weimislitz ab 1849 eine Marktgemeinde im Gerichtsbezirk Mährisch Kromau. Ab 1869 gehörte der Markt zum Bezirk Mährisch Kromau. Zu dieser Zeit hatte Výmyslice 657 Einwohner und bestand aus 128 Häusern. Im Jahre 1900 lebten in Výmyslice 780 Personen; 1910 waren es 838. Beim Zensus von 1921 lebten in den 185 Häusern des Marktes 934 Personen, darunter 913 Tschechen und vier Deutsche.  Seit 1924 wird Vémyslice als Gemeindename verwendet. Im Jahre 1930 bestand Vémyslice aus 240 Häusern und hatte 982 Einwohner. 1932 wurde ein Postamt eröffnet. Nach der deutschen Besetzung wurde die Marktgemeinde 1939 in den Gerichtsbezirk Hrottowitz und den Kreis Mährisch Budwitz umgegliedert; bis 1945 gehörte Vémyslice / Weimißlitz zum Protektorat Böhmen und Mähren. Nach dem Kriegsende erfolgte die Wiederherstellung der alten Bezirksstrukturen. Im Jahre 1950 hatte Vémyslice 903 Einwohner. Im Zuge der Gebietsreform und der Aufhebung des Okres Moravský Krumlov wurde die Gemeinde am 1. Juli 1960 dem Okres Znojmo zugewiesen. Beim Zensus von 2001 lebten in den 286 Häusern von Vémyslice 700 Personen. Am 1. Dezember 2006 wurde der Status als Městys erneuert.

## Sehenswürdigkeiten
- Kirche Mariä Geburt
- Evangelische Kirche der Böhmischen Brüder, vor dem ehemaligen Meierhof
- Statue des hl. Johannes von Nepomuk, auf dem Markt
- Bildstock, gegenüber der Kirche
- Naturreservat Na Kocourkách in den Hügeln südlich des Ortes, geschützt sind Populationen wärmeliebender Pflanzen- und Tierarten
- wüste Burg Ledvice